# Havasu (meer)
Het Havasumeer of Lake Havasu is een groot stuwmeer van zo'n 764 miljoen m³ dat zich achter de Parkerdam bevindt op de rivier de Colorado in de Amerikaanse staten Arizona en Californië. Het meer ontstond na de bouw van de Parkerdam door het United States Bureau of Reclamation tussen 1934 en 1938. Het voornaamste doel van de dam is om water over te brengen naar twee aquaducten. Voordat de dam werd gebouwd, was het gebied in bezit van Mojave-indianen.